# اگون پاربو
اگون پاربو (استونیایی: Egon Parbo; ۱۵ آوریل ۱۹۱۰ – ۲۴ آوریل ۱۹۴۲) بازیکن فوتبال اهل استونی بود.
از باشگاه‌هایی که در آن بازی کرده‌است می‌توان به باشگاه فوتبال تالینا کالو اشاره کرد.
وی همچنین در تیم ملی فوتبال استونی بازی کرده‌است.